# Cueva de Lascaux
La cueva de Lascaux es un sistema de cuevas en Dordoña (Francia) en donde se han descubierto significativas muestras del arte rupestre y paleolítico.

## Historia
La cueva fue inicialmente descubierta por un muchacho, Marcel Ravidat, pero en un primer intento no pudo acceder al interior. Días más tarde, el 12 de septiembre de 1940, regresó con otros tres adolescentes, Jacques Marsal, Georges Agnel y Simon Coencas, que despejaron la entrada. Posteriormente se desplazaron por el interior y llegaron a la primera sala, donde encontraron las pinturas en las paredes, principalmente de animales. Notificaron el hallazgo a su profesor, quien a su vez se lo notificó a un prehistoriador por entonces refugiado en la zona, el abate Henri Breuil, que accedió a la cueva el día 21 de septiembre.
El acceso a la cueva para el público se facilitó tras la Segunda Guerra Mundial. Sin embargo, hacia 1955, el dióxido de carbono producido por los 1200 visitantes que la cueva recibía al día dañó la misma visiblemente. Por este motivo la cueva fue cerrada al público en 1963 y así preservar el arte rupestre de sus paredes. Después del cierre, las pinturas fueron restauradas.

## Réplica

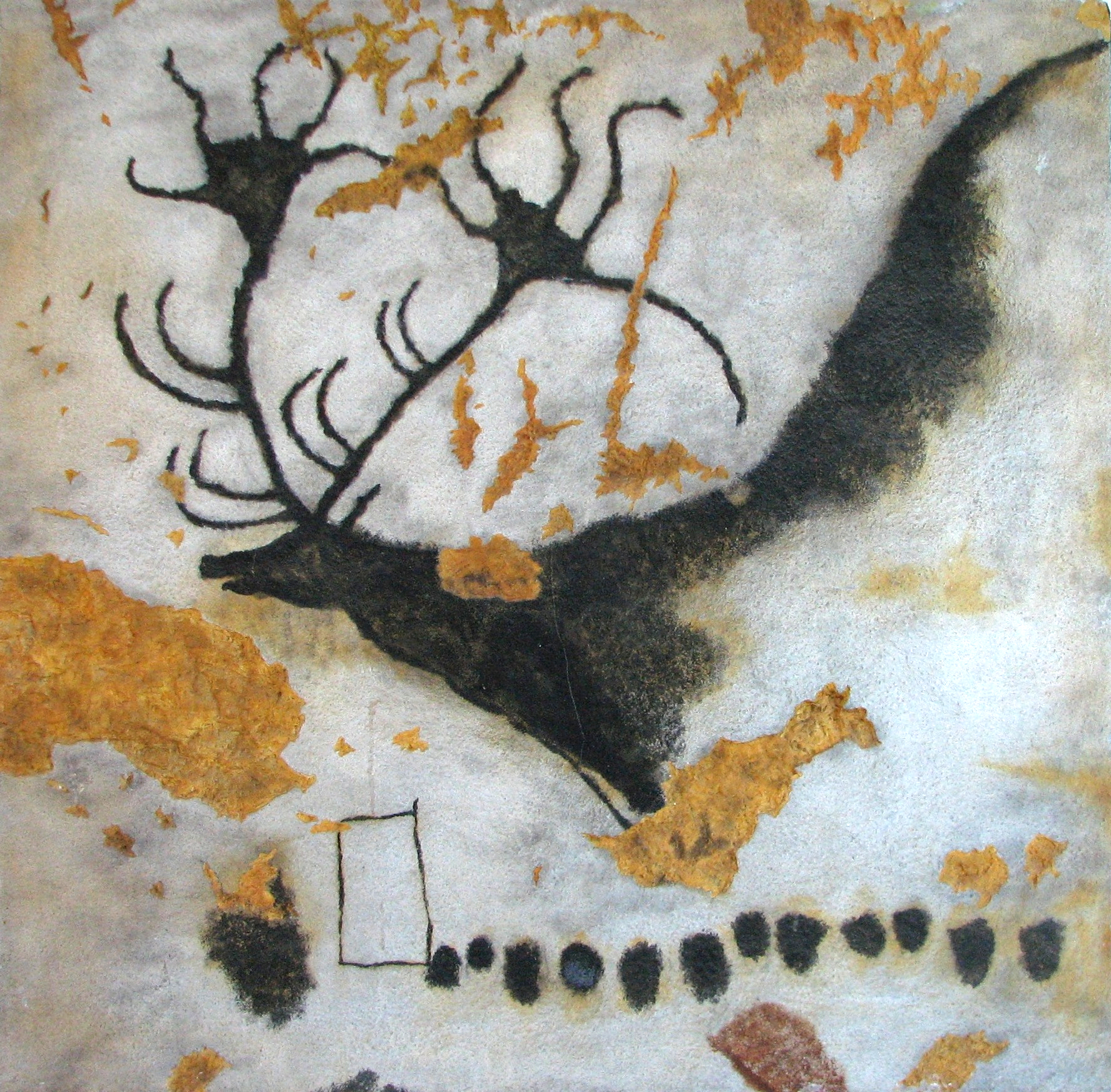
Megaloceros pintado en la cueva de Lascaux.

A fin de compensar el perjuicio causado por el cierre a los visitantes de la cueva, las autoridades responsables proyectaron realizar una copia del tamaño natural de este santuario paleolítico, al igual que con la cueva de Altamira. En el mes de marzo de 1980, la "Régie départementale du Tourisme de la Dordogne" (Administración Departamental del Turismo de Dordoña) fue encargada del trabajo. Decidió reproducir los dos sectores más representativos del sitio: la Sala de los Toros y el Divertículo Axial. Lascaux II abrió sus puertas a los visitantes en 1983, que también pueden visitar el Thot. 
El facsímile, situado en Montignac a 200 m de la cueva original, es una estructura semienterrada. Pone a cubierto un cascarón de hormigón que se amolda al volumen general interno del original. Esta forma fue creada a partir de curvas isométricas que calculó el I.G.N. Fueron concretadas a través de una serie de perfiles transversales de tocho, yuxtapuestos y espaciados de 50 cm. 
En esta armadura metálica se colocaron varias capas de alambrera, cuyas mallas eran suficientemente finas para retener el hormigón que constituía la epidermis de la copia. 
Con el fin de reproducir lo más fielmente posible la textura de la roca, se realizaron varias series de pares estereofotográficos. Esta técnica optimiza la fase del modelado que restituye las diferentes asperezas del soporte. 
Por último se aplicaron los materiales colorantes, que reflejan tanto las pinturas como el aspecto de la superficie de la roca y su posicionamiento. Es una etapa inicialmente realizada a partir de apuntes tomados a mano que debía ser mejorada por medio de una proyección en la pared, en la que se reproducen imágenes sacadas del sitio original (Investigación: Centro Nacional de la Prehistoria).
Este protocolo de transferencia de datos, esbozado en Lascaux II, fue aplicado a continuación a todas las operaciones de reproducción de los demás frescos del sitio, tales como la escena del Pozo, el panel de la Vaca Negra, el de los Bisontes Adosados uno a otro y el friso de los Ciervos. Estas pinturas están expuestas en el "Centre d'art préhistorique du Thot (Thonac - Dordogne)" (Centro de Arte Prehistórico del Thot, Thonac-Dordoña)